# Barra de status
Barra de status (português brasileiro) ou barra de estado (português europeu) (também conhecido por linha de status) é uma área visual tipicamente encontrada no parte inferior de janelas em intefaces gráficas.
A Barra pode ser dividida em seções, cada um com diferentes informações. Sua principal função é apresentar informações sobre o estado atual da aplicação. Entretanto, várias aplicações implementam funcionalidades adicionais para as barras de status. Por exemplo, alguns navegadores possuem seções da barra clicáveis para apresentar informações sobre a segurança e a privacidade da página web. Diferente de caixas de diálogo, que desviam a atenção do utilizador, a barra de status deve informar sem bloquear a visão ou desviar sua atenção do utilizador.
Barras de status também são disponibilizadas em algumas interfaces de texto, ocupando o espaço da última linha do console. Na configuração clássica de console 80x25, ainda restariam 24 linhas para a aplicação.

## Exemplos de uso

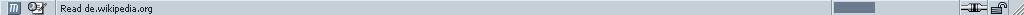
Barra de status do navegador Mozilla 1.7 durante o carregamento de uma página

A barra de status de um gerenciador de arquivos geralmente mostra a quantidade de itens (arquivos e diretórios) no diretório atual, seu tamanho e o tamanho do item selecionado. Já em um navegador, a barra geralmente mostra atividade enquanto o utilizador está navegando entre uma página e outra, mostrando, entre outros dados, uma barra de progresso do carregamento da página. Já em um editor de imagem, a barra de status pode apresentar informações sobre a imagem atual, como sua dimensão e resolução. Informações relativas ao documento também são apresentadas em um editor de texto, como a posição do cursor e o número de páginas do documento.